# 丁髷
丁髷，是一種日本髮型，為江戶時代老人所結的男髷。

## 解說
頭髮較稀疏的老人所結的髷為「ゝ」形故有此稱呼，但現在被稱為丁髷的主要是在時代劇中所出現的銀杏髷、本多髷或相撲力士所結的大銀杏。現在所能見到最接近此髮型的，則為相撲力士在練習時結的髮型再以月代方式剃掉所成。
1871年9月23日太政官布告的散髮脫刀令發布，1873年明治天皇也斷髮後，還留著傳統髮型的男性大量減少，西洋式的髮型開始流行。此時有人開始（半開玩笑的）稱呼還留著傳統髮型的人「丁髷頭」，而現在此稱呼則用來指稱所有形式的男髷。
另外幼兒向的漫畫或角色則會用丁髷來稱呼茶筅髷。